# 可古沙鸡子
可古沙鸡子（学名：Phyllophorus kohkutiensis）为沙鸡子科沙子鸡属的动物。分布于越南、泰国以及中国大陆的香港外海到北部湾沿岸、海南岛等地，多生活于水深30-125米的泥沙底。该物种的模式产地在泰国。